# Outlawed (альбом)
Outlawed —  четвёртый альбом американской металкор-группы Attila. Альбом был выпущен 16 августа 2011 года на лейбле Artery Recordings. Это второй релиз группы, выпущенный на этом лейбле. После релиза альбом занял 87 позицию в чарте Billboard 200 и в первую же неделю был продан тиражом в 4700 копий.
Альбом является первым по счёту, спродюсированным Джо Стерджисом, который ранее работал с такими группами, как The Devil Wears Prada, Emmure, We Came as Romans и Asking Alexandria.

## Список композиций
| №                   | Название                | Длительность |
| ------------------- | ----------------------- | ------------ |
| 1.                  | «Outlawed»              | 2:01         |
| 2.                  | «Light Me Up»           | 3:03         |
| 3.                  | «Nothing Left to Say»   | 3:02         |
| 4.                  | «Another Round»         | 2:38         |
| 5.                  | «Nasty Mouth»           | 3:28         |
| 6.                  | «Smokeout»              | 2:41         |
| 7.                  | «Holler at Ya Boy»      | 3:25         |
| 8.                  | «Sex, Drugs & Violence» | 2:49         |
| 9.                  | «White Lightning»       | 2:59         |
| 10.                 | «Payback»               | 3:34         |
| Общая длительность: | Общая длительность:     | 29:40        |

## Участники записи
Attila
- Крис Фронзак – вокал
- Нэйт Саламе – гитара
- Крис Линк – гитара
- Крис Комри – бас-гитара
- Шон Хинан – ударные